# 虾扎镇
虾扎乡，是中华人民共和国四川省甘孜藏族自治州石渠县下辖的一个乡镇级行政单位。

## 行政区划
虾扎乡下辖以下地区：
冻日村、查地村、纽戈村、它须村、阿色村和马东村。